# Недељко Гвозденовић
Недељко Гвозденовић (Мостар, 24. фебруар 1902 — Београд, 31. јануар 1988) био је српски сликар и академик САНУ. Мотиви којима се Гвозденовић бавио су мртве природе, предели и ентеријери.

## Биографија
У Минхен одлази 1922. и уписује Интернационалну школу код професора Ханца Хофмана, а по завршеним студијама 1926. године се враћа у Београд. Био је професор на Ликовној академији у Београду и члан Српске академије наука и уметности. Са неколицином својих колега и ондашњих студената, од којих су неки данас академици, био је иницијатор оснивања Куће легата као посебне установе културе која би се старала о заоставштинама поклоњеним Музеју града Београда.
Сликар Недељко Гвозденовић је завештао Музеју велики број својих радова разних техника - уља, гвашева, темпера, акварела и цртежа, свој стан са атељеом, идеалну трећину куће у Београду и извесну суму новца за опремање галерије у којој ће бити изложена његова дела. Град Београд је поверио легат Недељка Гвозденовића на старање и јавно излагање Музеју града 1983. године, када је свечано отворена Галерија Гвозденовић.
Излагао је у Паризу, 1937, Венецији, 1952, Токију, 1957, и Бруклину, 1963. године.
Сахрањен је у Алеји заслужних грађана на Новом гробљу у Београду.
Једна улица на Бежанијској коси носи његово име.